# Practical Senses
Practical Senses (також відомий як Практичні Почуття) — український гурт в стилі coldwave, electro, постпанк, синт-поп

## Історія гурту
Датою створення гурту можна вважати початок 2009 року, коли Юрій Байгуш (на той момент учасник Soundform) знайомиться з іншим музикантом — Олександром Мильніковим. Головною темою спілкування стають синтезатори та музичне обладнання. На початку 2009 року вони створюють перший демо-запис «Harpsichord and noise of the marine waves», використовуючи здебільшого вінтажні аналогові синтезатори та драм-машини. Музична співпраця відбувалася переважно за допомогою Інтернету та поодиноких спільних репетицій, так як музикантів один від одного відділяла відстань у 450 км.
В той же період, спільно з Soundform були записані кавер-версії пісень Коридор Хористів (до 20 річчя створення гурту «Скрябін») та Cold Solitude (до 10 річчя створення гурту Mournful Gust), які увійшли у відповідні офіційні збірки. А також музичний супровід для Apple iOS гри «Drug the candy»
2010 року відбувається перший концерт з залученням сесійних музикантів, а у 2011 світ побачив перший альбом. На початку 2014 року гуртом зацікавився незалежний лейбл «Aldi-punk» з Німеччини, який і видав другий альбом «Збірка пісень про рішучого короля / Songs cycle about the decisive king» лімітованим тиражем аудіо-касет. Альбом складався з англомовних  та україномовних пісень, поширювався переважно країнами Європи. Після цього, у зв'язку з записом альбому та реорганізацією складу, Practical Senses тимчасово перебували у стані виключно студійної діяльності.
У 2017 році виходить новий альбом гурту, третій за ліком і перший повністю україномовний, на вірші українських поетів (таких як І. Франко, О. Білаш, М. Вінграновський та інші).

### Історія концертів гурту
25.12.2010 Кривий Ріг, клуб "Paradox / «Вечер электронной музыки»
21.10.2012 Кривий Ріг, клуб «Madisan» / «ПiкUp, Girlish Party, Branch Root»
09.02.2013 Кривий Ріг, БК «Строитель» (Народний дім) / «Вечер живой музыки»
23.03.2013 Київ, «Underground music hall» / Big meeting 2 (spring)
05.04.2013 Кривий Ріг, БК «Строитель» / ROCK alternative концерт
10.04.2014 Київ, «Painthouse» Art Space

## Склад

### Постійні учасники
Юрій Байгуш — вокал, електрогітара, синтезатор, драм-машина, кларнет, лірика
Надія Байгуш — вокал, клавішні, лірика, графічне оформлення

### Колишні учасники гурту
- Олександр Мильніков (Latexfauna) — синтезатор, вокал, лірика
- Роман Гаман (Роялькіт) — гітара, вокал, лірика, безладовий бас
- Владислав Шахін (Mournful Gust) — вокал, лірика
- Дмитро Земницький (Soundform) — бас-гітара
- Стас Городніченко (Soundform) — ударні, перкусія

## Дискографія

### Збірки
2010 Mournful Gust – She's My Grief …Decade
2010 Tribute To Скрябін — 20 років самотності: том перший

### Альбоми
2011 «Nuts&Bolts» (Audio-CD, Україна, «Rostok Media»)
2014 «Збірка пісень про рішучого короля / Songs cycle about the decisive king» (аудіо-касета, Germany, «Aldi-punk» Kirchlengern)
2017 «Практичні Почуття» (Audio-CD, Україна)